# Prokula
Svatá Claudia Procula (Klaudia Prokula) byla manželkou Pontia Piláta, který vydal Ježíše Krista Židům, aby jej ukřižovali. Její jméno není v Bibli zmiňováno, avšak podle staré křesťanské tradice je uváděna jako Claudia Procula.

## Život
O životě Klaudie Prokuly víme pouze to, že byla manželkou Pontia Piláta, který byl přibližně v letech 26-36 n. l. římským prefektem provincie Judea. Evangelista Matouš se o ní zmiňuje ve svém evangeliu: Když seděl na soudné stolici, poslala k němu jeho žena se vzkazem: „Nezačínej si nic s tím spravedlivým! Dnes mě kvůli němu pronásledovaly zlé sny.“ Mt 27, 19 (Kral, ČEP) Pilát ji však neuposlechl a Ježíše Židům vydal.

## Úcta
Jako světici uctívají Klaudii Prokulu pravoslavné církve (27. října) a Etiopská pravoslavná církev (25. června).